# 愛德華·希爾

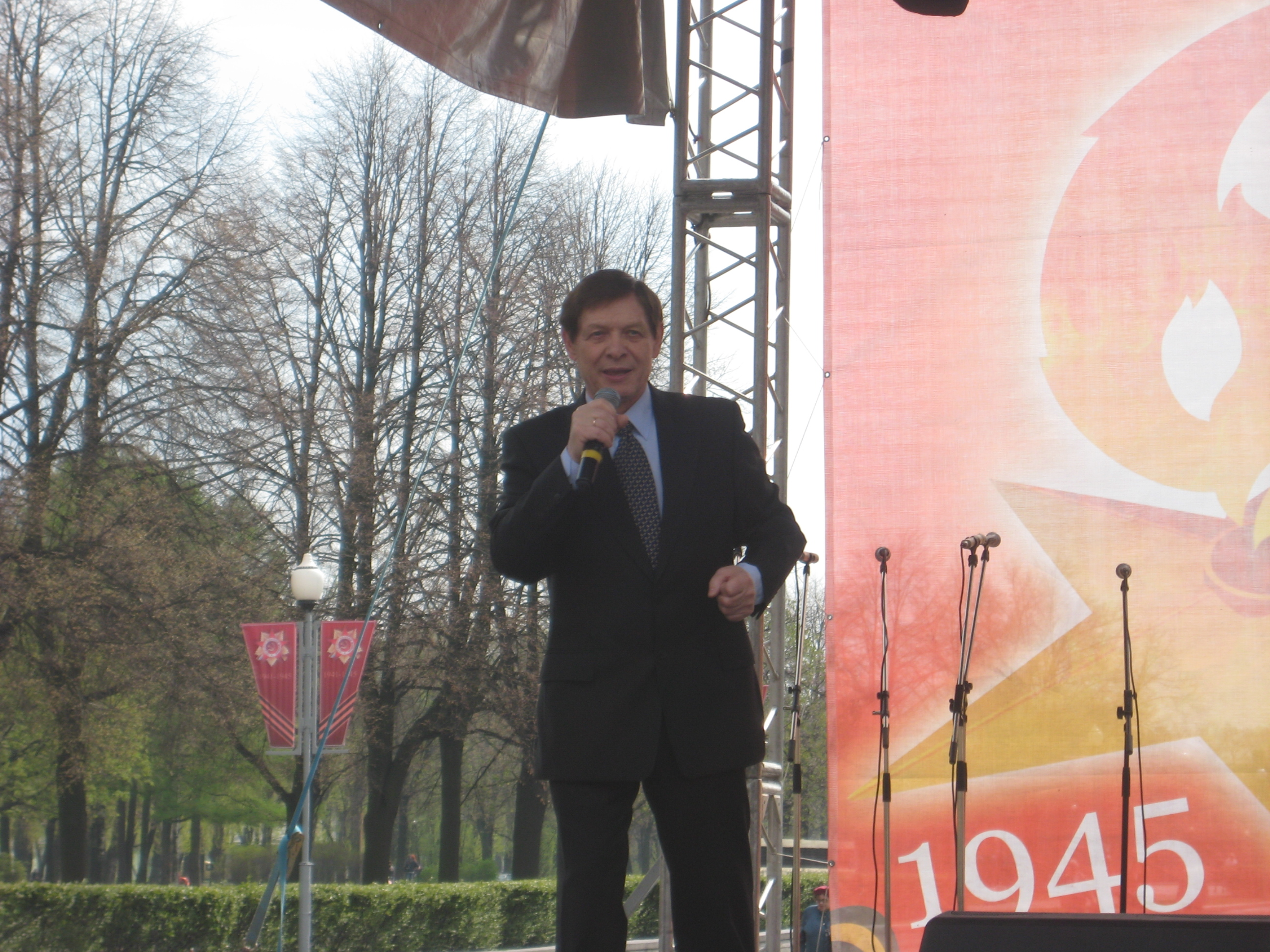
吉爾在莫斯科紀念衛國戰爭勝利65周年慶典中表演。

愛德華·阿納托利耶維奇·希爾（俄語：Эдуард Анатольевич Хиль，羅馬化：Eduard Anatolyevich Khil，1934年9月4日—2012年6月4日）是一名俄羅斯男中音，因主唱「我很高兴，因为我最后终于回家」（俄语：Я очень рад, ведь я, наконец, возвращаюсь домой；此歌曲通常被稱為Trololo或俄羅斯版的瑞克搖擺）而成為網絡迷因。

## 外部連結
- YouTube上的Trololo